# オレープ派
オレープ派 (チェコ語: Orebité)は、東ボヘミアのフス派の4派閥の1つ。
チェコのフラデツ・クラーロヴェー州のフラデツ・クラーロヴェー郡のトジェベホヴィツェ・ポト・オレベムのオレープ山で結成された。
後に殆どの貴族後援者がモラヴィア兄弟団と呼ばれる東ボヘミア教会に所属した。
理論的指導者は僧侶のフラデツのアンブローシュ（Ambrož Hradecký）で、他にはリヒテンブルクのヒネク＝クルシナ（Hynek Krušina of Lichtenburg）やミレチーネクのジヴィシュ＝ボチェク（Diviš Bořek z Miletínka）が指導者を務めた。
1420年初夏のムニホヴォ・フラジシチェのベネディクト会の修道院の焼き討ちや、秋のヴィシェフラットの戦いでのフス派への援軍を行った。
1423年にヤン・ジシュカの死後シロッツィ(孤児同盟)と改名した。